# SOPMOD
SOPMOD (англ. Special Operations Peculiar MODification) — программа по созданию унифицированного набора дополнительного оснащения для стрелкового оружия, состоящего на вооружении сил специального назначения стран НАТО. Запущена по заданию Центра наземных операций ВМФ США. Ответственность за выполнение задач программы несёт Naval Surface Warfare Center Crane Division. Разработка и производство отдельных элементов осуществляется компаниями  Knight's Armament Company, Insight Technology, Trijicon и т.д.
Оснащение включает в себя оптические и коллиматорные прицелы, ружейные фонари, лазерные целеуказатели, передние рукояти и т.п. под широкий спектр вооружения, используемого силами спецназначения (USSOCOM), а именно: штурмовые винтовки SCAR, CQBR, M4, АК, G3, FN FAL, и M14, пулеметы M249 SAW и M240, крупнокалиберные пулеметы M2-HB, гранатометы Mk 19, пистолеты-пулеметы МP5, Kriss Vector, FN P90 и т.д. Помимо разработки дополнительного «обвеса», в рамках программы также были внедрены некоторые усовершенствования в конструкцию карабина M4, например: двусторонний переводчик режима огня, усовершенствованный экстрактор стреляных гильз и т.д.

## История
Программа ведёт свою историю с сентября 1989 года. Первоначально предполагалось, что большая часть принадлежностей первого этапа программы должна быть окончательно списана в 2013 году, то есть тогда, когда последние образцы карабина М4 будут сняты с вооружения спецназа армии США.
По данным на август 2014 года, срок завершения проекта не установлен.

## Комплектность (Block 1)
Глушитель, тактический блок, облегченный приклад, уменьшенный магазин на 20 патронов, разные виды оптических и голографических прицелов.